# محرک (فیلم)
محرک (انگلیسی: Stimulantia) یک فیلم چندگاه در ژانر درام به کارگردانی اینگمار برگمان، گوستاف مولاندر، هانس آلفردسن، یورن دونر، و ویلگوت خومان است که در سال ۱۹۶۷ منتشر شد.

## بازیگران
- هاریت آندرشون
- کبی لارتی
- اینگمار برگمان
- بیرگیت نیلسون
- اینگرید برگمان
- گونار بیورنستراند
- لارس اکبورگ
- دانیل برگمان
- هانس آلفردسن
- لنا گرانهاگن
- اینگا لاندگری